# Igreja Católica nas Ilhas Feroe

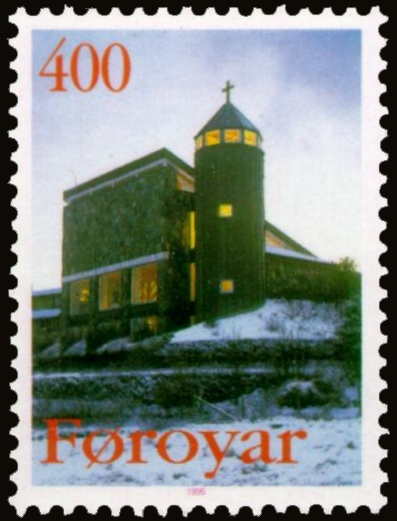
Igreja de Santa Maria em Tórshavn

A história da Igreja Católica nas Ilhas Feroé (também chamadas Ilhas Faroé) remonta ao ano 999, quando o rei Olavo Tryggvason da Noruega enviou Sigmundur Brestisson em uma missão para as ilhas com vários sacerdotes. As ilhas tornaram-se uma diocese independente em 1111, mas passaram pela Reforma Protestante em 1537, e o último bispo católico foi executado em 1538. Depois de 1538, a Igreja Católica só retornou às ilhas em 1931 como parte da Diocese de Copenhague. A igreja do estado é agora a Igreja das Ilhas Feroé, de orientação luterana.
Hoje, existem 170 fiéis católicos de 23 nações que vivem nas Ilhas Feroé. Seu centro de culto é a Igreja de Santa Maria (em feroês: Mariukirkjan), em Tórshavn. Embora a presença católica seja pequena, a Igreja tem tido um grande impacto através da escola St. Frans, dirigida por irmãs franciscanas desde a sua criação, em 1933.

## História antiga
Hoje, há uma forte razão para acreditar que os primeiros colonos nas Ilhas Feroé foram monges irlandeses. Eles introduziram a criação de ovelhas e aveia no local. As últimas escavações arqueológicas indicam que isto teria ocorrido antes do século VI.

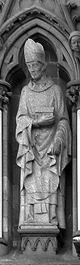
Bispo Erlendur das Ilhas Feroé

Em 999, o rei norueguês Olavo Tryggvason enviou o chefe viquingue Sigmundur Brestisson, juntamente com vários sacerdotes para as ilhas, a fim de batizar as pessoas e instruí-las no melhor da fé cristã. Os ensinamentos eram católicos, como a Noruega era naquele tempo.
Em 1100, as Ilhas Feroé foram elevadas a uma diocese independente, a Diocese das Ilhas Feroé, e no ano de 1111 o primeiro bispo tomou posse em Kirkjubøur. Durante os próximos 400 anos, 34 bispos católicos residiram em Kirkjubøur. O último bispo foi Ámundur Ólavsson, que ocupou seu cargo até sua morte, em 1538.

## Reforma Protestante
O rei Cristiano III da Dinamarca e Noruega suspendeu o parlamento norueguês em 1535, e a Dinamarca anexou a Noruega a seu território, juntamente com as Ilhas Feroé. Em 1537 o rei decretou que as igrejas estatais oficiais na Noruega, Dinamarca e Ilhas Feroé seriam reformadas de acordo com a doutrina luterana adotada na Confissão de Augsburgo, em 1530.
Durante a Reforma, o escritório do velho bispo foi extinto, e o bispo de Hamar foi executado em 1542. O seminário foi fechado. A Coroa confiscou todas as terras pertencentes à Igreja Católica, que ocupava cerca de 40% do território feroês.

## Tentativa bávara
Após a introdução da liberdade religiosa, com a primeira Constituição da Dinamarca, em 1849, houve uma tentativa de reavivar a Igreja Católica sobre as Ilhas Feroé. Em 1857, o padre bávaro Georg Bauer chegou às ilhas. Ele construiu uma igreja em Rættará, Tórshavn, mas não conseguiu muitos seguidores. Quando ele deixou as Ilhas em 1880, não havia nenhum sucessor, e o edifício ficou deteriorado.
Em 1900 apenas uma fiel católica permaneceu nas Ilhas Feroé, em Hvítanes. Ela tinha uma capela para si mesma. Uma vez por ano um padre de Copenhague a visitava para celebrar a missa.

## As Irmãs Franciscanas
Em 1931, dois jovens sacerdotes, EG Boekenogen e Thomas King, assumiram a tarefa de restabelecer uma presença católica sobre as Ilhas Feroé. Em uma casa alugada para as irmãs franciscanas que vieram para as Ilhas Feroé em 1931, uma pequena igreja foi consagrada em 23 de maio daquele mesmo ano. Entre os primeiros a visitar esta igreja foram alguns idosos que, em sua juventude, frequentavam a igreja de  Bauer.
A congregação logo superou a pequena igreja em Bringsnagøta, e, juntamente com a nova escola de São Francisco que as irmãs tinham construído, uma nova Igreja dedicada à Virgem Maria foi consagrada em 1º de junho de 1933.
As primeiras irmãs chegaram às Ilhas Feroé em abril de 1931, em resposta a um apelo feito pelo Cardeal Van Rossum para ajudar o povo das do local a restabelecer a presença da Igreja Católica nas ilhas. Ao longo dos anos, eles construíram uma escola, uma creche e um jardim de infância, que servia às necessidades da pequena comunidade católica que gradualmente havia se formado. Hoje, existem cerca de 170 católicos de 23 nacionalidades nas Ilhas Feroé.
Na tentativa de arrecadar fundos para continuarem sua missão, as irmãs organizavam um bazar anual, utilizando os recursos para financiar sua escola. Parte dos trabalhos também iam para doações a regiões pobres. Professores foram alfabetizados em feroês, mesmo porque as próprias irmãs eram estrangeiras, de outras as partes da Europa. Eles aprenderam o idioma das Ilhas Feroé e, por isso, falavam com sotaque, que foi chamado de "Nun". Eles também ensinavam seus alunos sobre a Bíblia, a oração e os fundamentos do cristianismo, embora eles não foram capazes de ensinar a fé católica. A Escola São Francisco sempre teve resultados acima da média nas avaliações de ensino do local.
Em 1985, a escola ficou sob os cuidados do Conselho Municipal de Tórshavn, porque as irmãs já estavam velhas demais para continuar este trabalho. Hoje eles têm 350 alunos e 30 professores. O prédio vermelho da escola, típico de 1934, foi projetado pelo arquiteto feroês PCQ Tórgarð. Em 1987, um novo prédio foi erguido para sediar a escola.
A atual comunidade franciscana é a única comunidade de religiosas católicas nas ilhas. No momento, é composta de seis irmãs de quatro nacionalidades: belgas, maltesas, irlandesas e coreanas. A principal missão das irmãs é evangelizar e dar apoio à pequena comunidade católica das ilhas, e para representar a Igreja Católica no local. Duas das irmãs continuam a trabalhar no jardim de infância. As irmãs também estão envolvidas em uma variedade de outros apostolados: educação, formação de fé, grupos de oração, atividades inter-igreja, visita de doentes e idosos, e serviços caritativos.

## A Igreja de Santa Maria atualmente

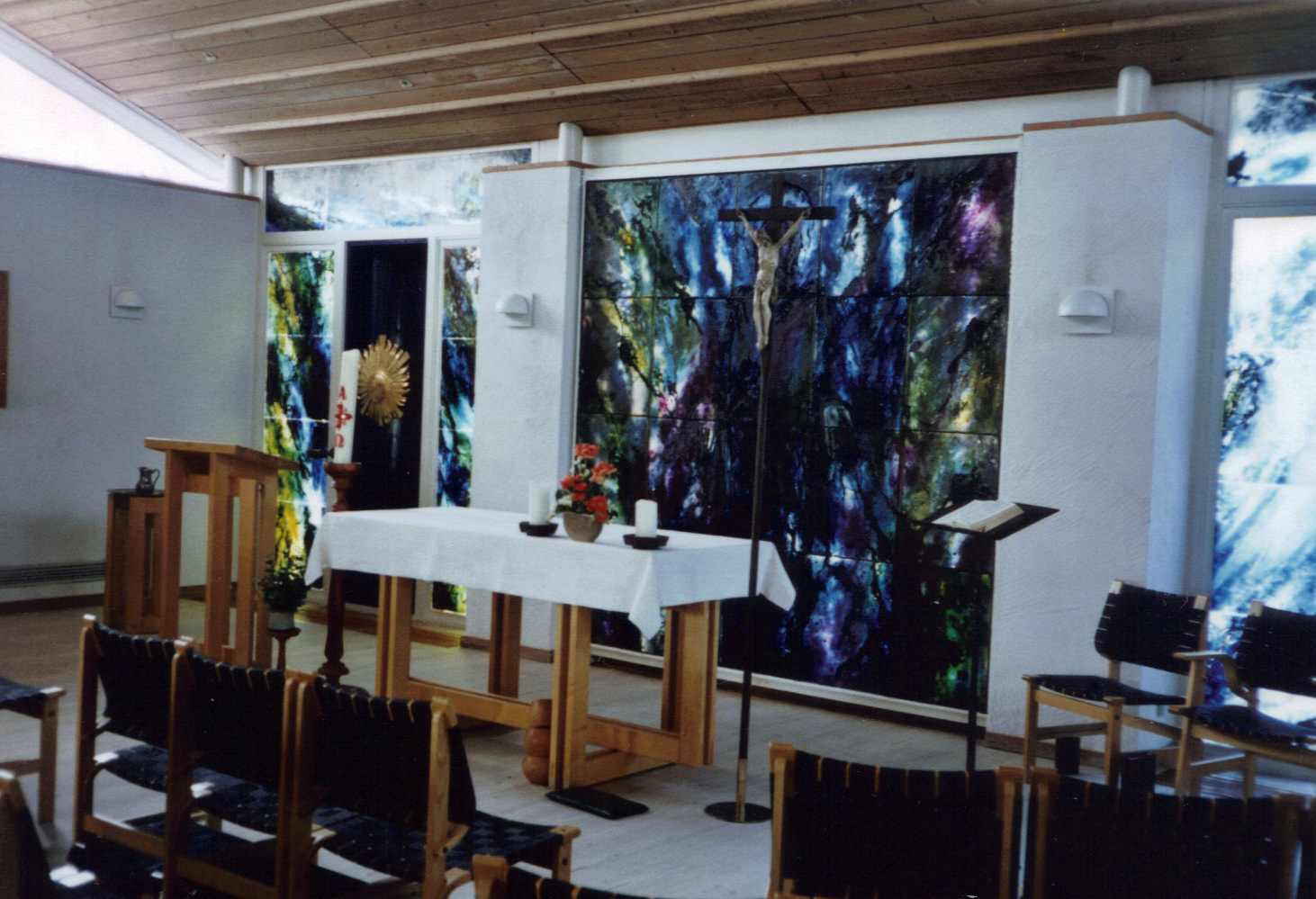
Interior da Mariukirkjan

A atual igreja de Santa Maria foi consagrada em 30 de agosto de 1987. O "Kerit", como é chamado o convento das irmãs franciscanas, encontra-se ao lado da igreja.
Dos cerca de 170 católicos em todo o arquipélago, pelo menos um terço são de nativos das Ilhas Feroé. Dois paroquianos das Ilhas Feroé representaram as ilhas durante a visita do Papa João Paulo II à Dinamarca em 1989. Os outros paroquianos vêm de 23 países diferentes, como Dinamarca, países da Europa Oriental, dentre outros.
Em 25 de junho de 2006, a comunidade celebrou o 75º aniversário do restabelecimento do catolicismo sobre o território feroês. Foi celebrada uma missa, que foi transmitida pela TV feroesa. O bispo luterano foi convidado para a celebração.